# Scotogramma repentina
Scotogramma repentina là một loài bướm đêm trong họ Noctuidae.